# Stent

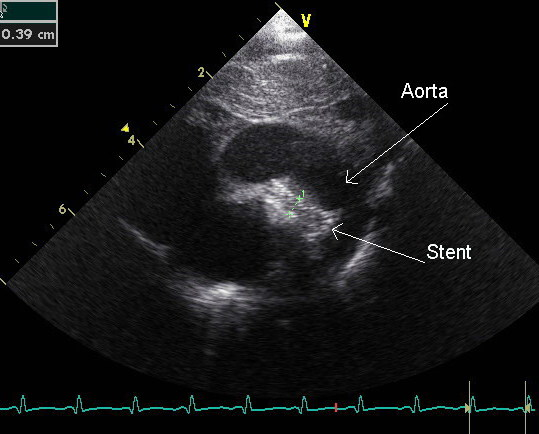
Echocardiogram van een hartspier met stent

Een stent is een metalen of kunststof buisje dat in medische toepassingen in een vat of kanaal in het lichaam van een patiënt wordt geplaatst, bijvoorbeeld in een bloedvat, met het doel om dit kanaal open te houden.
Het buisje, gevuld met een kleine ballon, wordt in opgevouwen toestand in het lichaam van de patiënt aangebracht, waar mogelijk door middel van een minimaal invasieve behandelmethode en wordt daarna tot de juiste grootte opgerekt door het opblazen van het ballonnetje. Er zijn ook stents van geheugenmetaal die voorgeprogrammeerd zijn voor een bepaalde diameter. Bij de lichaamstemperatuur, ongeveer 37 graden, bereiken ze de juiste diameter. Dit zijn zogenoemde self expanding stents. Het materiaal dat hiervoor gebruikt wordt is nitinol.
Het belangrijkste doel van een stent is het corrigeren van vernauwingen in de doorsnede van vaten en kanalen in het lichaam. Zo worden stents vaak gebruikt om drukverschillen in de bloedstroom te verminderen in het geval van gedeeltelijke blokkering en zodoende een voldoende toevoer van bloed naar organen te verkrijgen. Hoewel stents meestal gebruikt worden voor de kransslagaders, worden ze ook voor andere kanalen in het lichaam gebruikt, zoals andere slagaders, de slokdarm, luchtpijpen en urethra.

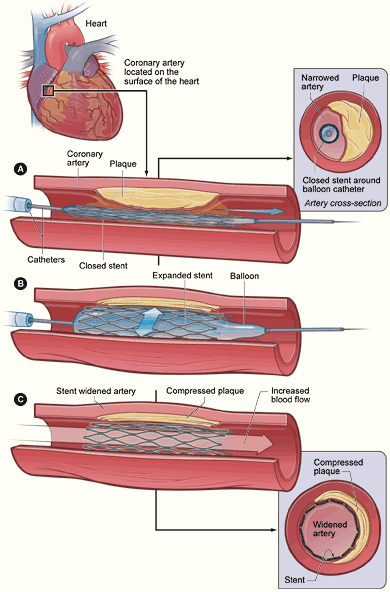
Angioplastie en plaatsing van een stent

Een belangrijke complicatie van stentimplantatie is het opnieuw dichtgroeien van het vat. Dit wordt voornamelijk veroorzaakt door de ontstekingsreactie die het gevolg is van de schade die aan het bloedvat wordt toegebracht bij het aanbrengen van de stent. Bij die ontstekingsreactie worden nieuwe cellen aangevoerd die de stent inkapselen. Dit kan opnieuw voor een vernauwing zorgen. Een latere ontwikkeling (sinds 2001) is om de stent van een medicijnlaagje te voorzien, om het risico van opnieuw dichtgroeien te verminderen. Dit worden drug eluting stents genoemd. Voor toepassing in het hart gaat het om stents met sirolimus (merknaam Cypher), paclitaxel (merknaam Taxol) en zotarolimus (merknaam Endeavor). In een (vrij kleine) vergelijking tussen sirolimus en paclitaxel leek de eerste iets effectiever.
Het Belgische Federaal Kenniscentrum voor de Gezondheidszorg heeft in 2007 in een rapport aangetoond dat stents bewerkt met een medicijn een hoger risico geven op de vorming nieuwe vernauwingen ten opzichte van een stent die niet bewerkt is met een medicijn.

## Trivia
'Stent' is een eponiem en verwijst naar de Engelsman Charles R. Stent, die in de negentiende eeuw als tandarts in Londen werkte. Hij ontwikkelde onder de handelsnaam Stent een goed kneedbaar materiaal om tandafdrukken mee te maken. Die kneedpasta vond later toepassing in de plastische chirurgie bij huidtransplantaties en vervolgens ging de benaming over op het buisje dat in bloedvaten kan worden geplaatst.